# Institut d'optique Graduate School
Pour les articles homonymes, voir ESO et IOTA.
L’Institut d'Optique Graduate School (officiellement Institut d'Optique théorique et appliquée ou IOTA, aussi connu sous le nom d'École supérieure d'Optique, SupOptique ou  SupOp) est l'une des 204 écoles d'ingénieurs françaises accréditées au 1er septembre 2020 à délivrer un diplôme d'ingénieur et est un « établissement-composante » de l'université Paris-Saclay. Il est également membre de ParisTech.
Considérée comme l'une des meilleures écoles d'ingénieur de France, elle fut historiquement une école d'application de l’École Polytechnique à l'origine du corps d'ingénieurs-opticiens.
Sa spécialité est la physique quantique, l'optique, la photonique et leurs applications industrielles et scientifiques.
L'École d'ingénieurs de l'Institut d'Optique Théorique et Appliquée, l'École Supérieure d'Optique, fut ouverte en 1920 dans le but de former des ingénieurs et des cadres pour l'industrie de l'optique française. Comme pour les autres grandes écoles fondées après guerre, son concours de recrutement est mixte dès sa création. L'Institut d'Optique Théorique et Appliquée constitue le plus ancien établissement d'enseignement supérieur et de recherche en optique et en photonique du monde et le plus important en nombre annuel de diplômés.
Réputée pour son enseignement, l'école dispense un enseignement supérieur scientifique et technique s'adressant à des étudiants issus principalement des classes préparatoires aux grandes écoles. Elle forme des ingénieurs destinés à prendre en charge le développement des techniques optiques dans les domaines des solutions durables pour l’énergie, de la société numérique, des avancées médicales, des mobilités nouvelles, de l'aéronautique, de l'électronique et de l'opto-électronique, des systèmes de mesure, de contrôle et de sécurité innovants. Elle forme également des chercheurs et des enseignants dans les domaines de l'optique et de la physique de la matière.
Depuis la rentrée 2006, le nom d'usage de l'établissement dans toutes ses composantes est « Institut d'Optique Graduate School », l'École étant également connue sous le nom de SupOptique.
En 2020, l’Institut d'Optique Graduate School fait son entrée dans l'édition du classement de Shanghai[source insuffisante], qui récompense l'Université Paris-Saclay dans plusieurs disciplines.
Le classement établit notamment l'Université Paris-Saclay comme 1er établissement français et 14e mondial, mais également 1er mondial en mathématiques et 9e en physique.

## Présentation générale

### Historique

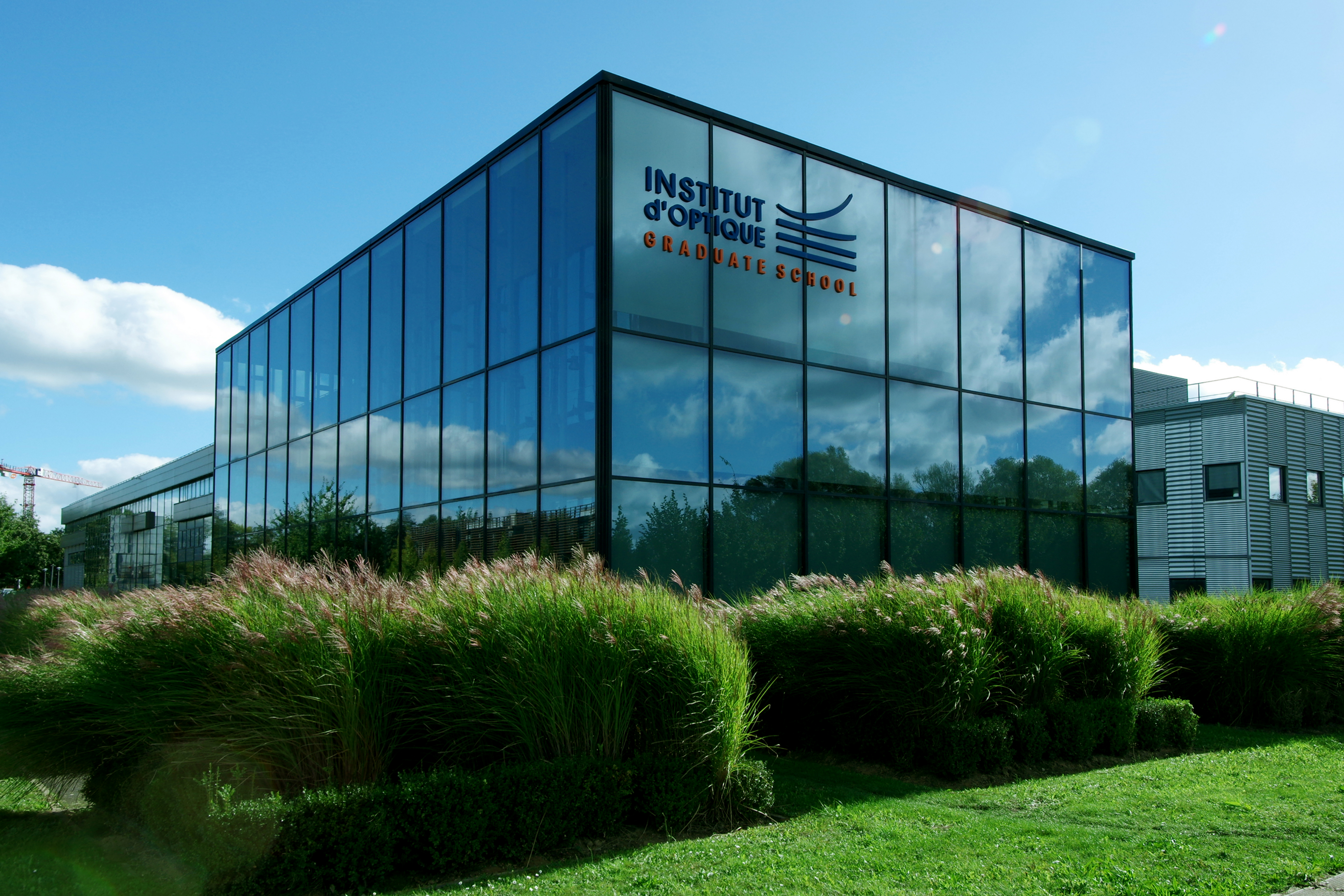
Les locaux de l'Institut d'Optique à Palaiseau (Paris-Saclay).

L’Institut d’Optique Théorique et Appliquée est créé en 1917. Il s’agissait de former des ingénieurs en optique à des fins militaires. L’Institut commence à avoir une activité en 1920. La même année, l’École est reconnue d’utilité publique. L’établissement est installé 140 boulevard du Montparnasse à Paris, son activité consiste à produire des études pour l’industrie. En 1926, l’Institut d’Optique déménage boulevard Pasteur, et la recherche devient plus fondamentale. Pendant la Seconde Guerre mondiale, en 1942, la durée de la scolarité passe d'un à deux ans.
En 1966, les laboratoires de l’Institut sont associés au CNRS. Du côté de l’École, la durée des études passe à trois ans en 1952 et le recrutement se fait sur concours. Une partie de l’Institut s’installe à Orsay (inauguration le 31 janvier 1967).
Entre 1999 et 2006, le nombre d’ingénieurs augmente fortement. Une antenne de l’Institut ouvre à Saint-Étienne. Le 16 décembre 2006, les nouveaux locaux de l’École à Palaiseau sont inaugurés et l'Institut prend comme nom d’usage « Institut d’Optique Graduate School ». En 2008, il s’engage dans le pôle ParisTech. Et en 2012, un troisième campus est inauguré à Bordeaux.

#### Liste des directeurs
Présidents du conseil d'administration :
- Christophe Salomon (depuis 2022)
- Élisabeth Giacobino (2006-2022)
- Catherine Bréchignac (2003-2006), membre de l'Académie des sciences
- Pierre Lallemand (2000-2003)
- Bernard Cagnac (1991-2000)
- Bernard Picinbono (1980-1990), membre correspondant de l'Académie des sciences
- Pierre Jacquinot (1970-1979), membre de l'Académie des sciences, médaille d'or du CNRS 1978
- Alfred Kastler (1962-1970), membre de l'Académie des sciences, prix Nobel de physique 1966
- Armand de Gramont (1919-1962), membre de l'Académie des sciences
- Robert Bourgeois (1918), membre de l'Académie des sciences

Directeurs généraux :

logotype de l’Institut d'Optique Théorique et Appliquée en 1968.

- Rémi Carminati (depuis le 1 juin 2022)
- Jean-Louis Martin (2006-2022)
- Arnold Migus (2003-2006)
- André Ducasse (1999-2003)
- Christian Imbert (1984-1998)
- André Maréchal (1968-1983), membre de l'Académie des sciences
- Pierre Fleury (1946-1967)
- Charles Fabry (1919-1945), membre de l'Académie des sciences

Directeurs généraux adjoints :
- Raphaël Clerc (depuis 2022) directeur général adjoint à l'enseignement
- Riad Haidar, (2019-2021) directeur général adjoint à l'enseignement
- Philippe Bouyer, (depuis 2017) directeur délégué de l’Institut d’Optique Graduate School en Aquitaine.
- François Balembois, (2014 - 2019), directeur général adjoint à l'enseignement
- Jean-Michel Jonathan, (1999 - 2013) directeur adjoint de l'École puis responsable du secteur formation puis directeur général adjoint à l'enseignement
- Pierre Chavel, (1998 - 2014) directeur du laboratoire Charles Fabry de l'Institut d'Optique, responsable du secteur recherche et valorisation puis directeur général adjoint à la recherche
- Alain Aspect, (1992 - 1994) directeur adjoint de l'École, membre de l'Académie des sciences, médaille d'or du CNRS 2005, Prix Nobel de physique 2022
- Christian Imbert, (1979 - 1984) directeur adjoint de l'École
- Albert Arnulf, (1945 - 1968) directeur des laboratoires
- Pierre Fleury, (1940 - 1945) directeur délégué
- Georges Guadet, (1936 - 1939) directeur
- Charles Dévé, (1919 - 1936) directeur adjoint puis directeur

### Campus
L’École est installée à Palaiseau, dans des bâtiments de 12 200 m2, sur le territoire de Paris-Saclay près de l'École polytechnique. L’école nationale supérieure de techniques avancées s'y est également installée en 2012, ainsi que l’école nationale de la statistique et de l'administration économique en 2017, Telecom Paris en 2018 et l'ENS Paris-Saclay en 2020.
L'Institut d'Optique Graduate School dédie un bâtiment de 10 000 m2 au 503, centre d'entrepreneuriat et d'innovation en photonique, situé sur le campus de l'Université Paris-Saclay, à Orsay.
L’École a ouvert une antenne à Saint-Étienne au sein du pôle optique Rhône-Alpes du Campus de Carnot. Les élèves peuvent suivre leurs deuxième et troisième années d'étude d'ingénieur en double diplôme avec le master en sciences et technologie à finalité recherche, mention Optique, Image et Vision délivré par l'université de Saint-Étienne. L'observatoire astronomique de l'école a été installé sur ce site.
Depuis 2012, l'Institut d'Optique a ouvert une antenne à Bordeaux sur le domaine universitaire de Talence Pessac Gradignan.

## Enseignement

### Admission
Le recrutement des élèves-ingénieurs se fait majoritairement sur le concours Centrale-Supélec après les classes préparatoires aux grandes écoles (filière de classes préparatoires MP, PSI, PC, PT, TSI). Les barres d'admission sont révisées annuellement. Les admissions parallèles sont possibles en première ou en deuxième année. Il est également possible d'accéder au cursus d'ingénieur par la voie universitaire avec le concours GEI-univ.
SupOptique étant une des 18 écoles d'application de l'École polytechnique, certains élèves polytechniciens intègrent SupOptique en dernière année après des cours de mise à niveau. C'est aussi le cas de certains élèves de l'École Normale Supérieure de Paris-Saclay souhaitant obtenir un titre d'ingénieur diplômé.
Le recrutement pour la préparation du diplôme national de master se fait sur dossier.

### Cycle ingénieur
La formation des ingénieurs dure trois ans. Trois filières sont proposées aux élèves :
- Filière classique
- Filière Innovation-Entrepreneur
- Filière par apprentissage (CFA SupOptique)

L'effectif total du cycle ingénieur est de 450 élèves environ.

### Titre d'ingénieur diplômé
L'École est habilitée à délivrer des diplômes conférant le titre d'ingénieur. À la suite de la promulgation de la loi du 10 juillet 1934 relative aux conditions de délivrance et à l'usage du titre d'ingénieur diplômé, le titre d'ingénieur diplômé de l'école a été immédiatement reconnu par l'État du fait de la formation d'ingénieurs des corps de l'État au sein de celle-ci.
Ce titre d'ingénieur permet notamment de se présenter à différents concours de la fonction publique (corps des ingénieurs de recherche des EPST, corps des ingénieurs hospitaliers en chef, corps des ingénieurs des travaux publics de l'État) et offrait la possibilité, d'exercer la profession réglementée d'opticien lunetier détaillant.
SupOptique fut une des premières écoles d'ingénieurs mixtes. Sa première diplômée est Suzanne Lévy-Bloch, faisant partie de la promotion 1922, promotion qui comprend les quatre premiers élèves diplômés de l'École. Suzanne Lévy-Bloch a exercé son métier d'ingénieur en étant chargée de la conception des optiques au sein des Établissements Boyer, spécialisés dans les objectifs photographiques.

### Masters
L'Institut d'Optique Graduate School propose de nombreux masters en doubles diplômes avec les universités des trois campus (l'université Paris-Saclay, l'université Jean Monnet à Saint-Étienne et l'université de Bordeaux).
Un quart des élèves-ingénieurs prépare en parallèle le diplôme de master, de nombreux cours étant communs aux deux formations.

### Formation continue
La formation continue dans tous les domaines de l'optique et de la photonique est l’une des missions majeures de l’Institut d’Optique Graduate School depuis sa création en 1917.
Les formations s'appuient sur plus de 70 montages expérimentaux et travaux pratiques de haut niveau de l’École d'ingénieur.

## Recherche

### Laboratoire Charles Fabry
Le Laboratoire Charles Fabry a été créé en 1998. Il constitue une unité mixte de recherche (UMR no 8501) entre l'Institut d'Optique Graduate School et le CNRS et en partenariat avec l'Université Paris-Saclay. Organisé en huit groupes de recherche aux thèmes bien définis, il est le pilier historique de la recherche au sein de l'Institut d'Optique Graduate School. La recherche du laboratoire couvre un large spectre de l'optique-photonique et de ses applications.
Le laboratoire Charles Fabry est de ce fait un laboratoire d'interface entre deux instituts du CNRS. Principalement rattaché à l'Institut de Physique, il est également rattaché à l'Institut des sciences de l'ingénierie et des systèmes. Depuis janvier 2014, il est dirigé par Patrick Georges.

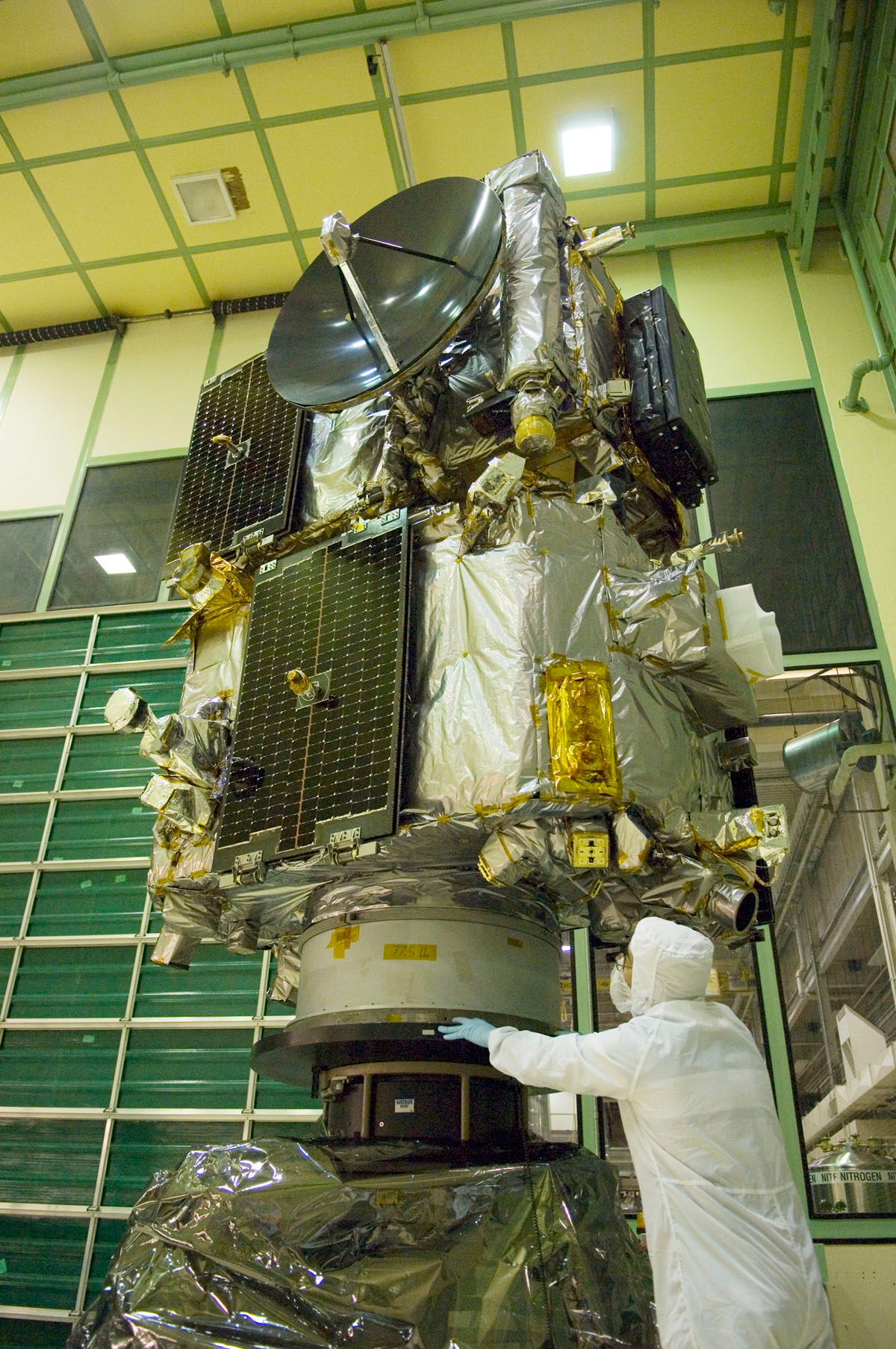
Les miroirs de la mission STEREO de la NASA ont été réalisés par l'atelier d'optique et l'équipe Surfaces optiques de l'école

### Laboratoire Photonique, Numérique et Nanosciences (LP2N)
Le Laboratoire Photonique, Numérique et Nanosciences (LP2N) est une Unité Mixte de Recherche (UMR 5298) entre l’Institut d’Optique Graduate School, l’Université de Bordeaux et le CNRS. Elle a été créée le 1er janvier 2011. Elle forme une des composantes du site bordelais de l’Institut d’Optique au sein de l’Institut d’Optique d’Aquitaine où formation, recherche et innovation cohabitent. Sa recherche se concentre autour des systèmes complexes intégrant l’optique et l’informatique.
Le LP2N est une jeune structure dynamique déjà plusieurs fois récompensée[réf. nécessaire]. Elle est impliquée dans plusieurs grands projets nationaux et internationaux.

### Laboratoire Hubert Curien
Le laboratoire Hubert Curien est une unité mixte de recherche (UMR 5516) de l'Université Jean Monnet de Saint-Étienne, du Centre National de la Recherche (CNRS) et de l'Institut d'Optique Graduate School. Ses activités de recherche sont organisées selon deux départements scientifiques : Optique, photonique et micro-ondes et Informatique, télécom et image. L'activité de recherche est structurée en projets scientifiques au sein de 6 équipes principales.

### Rayonnement de la recherche
L'Institut d'Optique a été en 2006 parmi les vingt premiers établissement de recherche français à obtenir le label Carnot du ministère de la Recherche. Il fait partie de System@tic Paris-Région, un des six pôles de compétitivité mondiaux choisis en juillet 2005 par le Comité interministériel de l’aménagement et du développement du territoire. L'établissement fait également partie du Triangle de la physique un des treize réseaux thématiques de recherche avancée choisis en octobre 2006 par le ministre de la recherche pour former les fers de lance de la recherche française. Il participe, via son antenne stéphanoise, au programme MINimage, un des douze programmes financés par l'Agence de l'innovation industrielle.
Vingt brevets ont été déposés ces cinq dernières années.
De nombreux chercheurs de l'école ont obtenu des prix et récompenses prestigieuses en optique, physique et sciences : 
- Prix Fabry-de Gramont en 1975, 1983, 1987, 1994, 1997, 1998, 2004, 2005
- Médaille Mees de l’Optical Society of America en 1962, 1977, 1981, 1991, 1995
- Prix Max Born en 1999
- Médaille d'or du SPIE en 1989 et 1995
- Médaille d'argent du CNRS en 2002
- Médaille d'or du CNRS en 2005
- Prix Holweck SFP/IoP 1991
- Prix Félix-Robin de la SFP en 1917, 1944, 1962
- Prix Aimé Cotton de la SFP en 1968, 1988
- Prix Yves Rocard de la SFP en 1998
- Prix Nobel en 2022 (Alain Aspect)

En 2021, le CNRS et l'Institut d'Optique d'Aquitaine (Bordeaux) fondent le Naquidis Center, ayant pour but de stimuler et de développer la filière quantique,.

### Historique des activités de recherche
L'activité de recherche de l'Institut d'Optique a été contractualisée avec le CNRS dès la création des URA (unité de recherche associée) en 1966. À cette époque, l'établissement comprenait, sous la direction d'Albert Arnulf, 9 groupes de recherche : 
- laboratoire d'optique instrumentale (resp. : Albert Arnulf)
- laboratoire des couches minces (resp. : Florin Abelès)
- laboratoire d'optique quantique (resp. : Jacques Ducuing)
- laboratoire des états de surface (resp. : Jean-Paul Marioge)
- laboratoire d'optique physique (resp. : Maurice Françon)
- laboratoire de filtrage des frequences (resp. : André Maréchal)
- laboratoire de microscopie optique (resp. : Georges Nomarski)
- laboratoire de métrologie optique (resp. : Jacques Vulmière)
- laboratoire de réalisation des pièces de haute precision.

### Doctorat
L'Institut d'Optique est une Graduate School au sens international du terme : c'est une formation « graduate » puisque les formations couvrent toutes les études du master au doctorat.
35 % des diplômés continuent en thèse, que ce soit dans les laboratoires dont l'Institut est tutelle ou ailleurs dans le monde.

## Établissement

### Partenaires

#### Organismes académiques
Le Centre national de la recherche scientifique est depuis sa création le principal partenaire pour les activités de recherches, 24 chercheurs et 30 ingénieurs, techniciens et agents administratifs sont affectés à l'établissement par le CNRS.
L'Institut d'Optique entretient des liens étroits avec l'université Paris-Sud 11 à laquelle il est rattaché par décret. Une convention permet en particulier l'affectation du personnel de l'Éducation nationale. À la suite du déménagement de l'établissement, l'École polytechnique est également amenée à devenir un partenaire de tout premier plan que ce soit au niveau de l'enseignement, de la recherche ou des infrastructures.
L'Institut d'Optique est membre associé de deux pôles de recherche et d'enseignement supérieur : Université Paris-Saclay et ParisTech et a passé en 2013 une convention de collaboration entre son site de Bordeaux et l'ENSC.

#### Association des anciens
L'Association SupOptique Alumni a été créée en 1924. Son premier président fut Albert Arnulf. Elle a pour mission d'établir et d'animer le réseau d'anciens élèves, d'apporter un soutien aux élèves, de contribuer à l'évolution de SupOptique et de promouvoir l'optique. L'association publie une revue trimestrielle intitulée Opto, maintenant remplacée par une infolettre mensuelle.

### Bibliothèque
Partie intégrante du projet initial de l'établissement, la bibliothèque de l'École était devenue à la veille de la Seconde Guerre mondiale la bibliothèque la plus riche en périodiques scientifiques de France[source secondaire souhaitée]. Elle demeure une des plus fournies au monde dans le domaine de l'optique[source secondaire souhaitée] avec six milliers d'ouvrages, dont plus d'un millier de thèses de doctorat, et possède un certain nombre de cours manuscrits témoins des cours pionniers des années 1920, notamment ceux d'Henri Chrétien et d'André Broca.
À la suite du déménagement de l'établissement à Palaiseau, la bibliothèque est maintenant associée avec celle de l'École polytechnique[source secondaire souhaitée].

### Éditions et revues
L'École a été dès sa création étroitement liée à la Revue d'optique théorique et instrumentale et sa société d'édition qui étaient placées sous son patronage. L'association des élèves de l'École publie depuis de nombreuses années une revue annuelle scientifique intitulée SupOptique Avenir.

### Corps enseignant
250 enseignants et industriels interviennent dans les formations aux niveaux ingénieur et master. Les premiers enseignants de l'école furent :
Professeurs
- Henri Chrétien (Calcul des combinaisons optiques)
- Louis Dunoyer (Instruments d'optique)
- Charles Fabry (Introduction générale à l'étude de l'optique appliquée : 1°) Appareils spectroscopiques, photométrie ; 2°) Propriétés des plaques photographiques)

Chargés de cours
- André Broca (Optique physiologique)
- Paul Nicolardot (Physico-chimie et chimie des verres d'optique)

Conférenciers
- Arnaud de Gramont (Spectroscopie)
- Aimé Cotton (Polarisation)
- Henri Mouton (Microscopie)
- Aymar de La Baume Pluvinel (Astronomie)
- Gustave Yvon (Contrôle des surfaces optiques)
- Maurice de Broglie (Physique des radiations)

## Classements
Classements nationaux (classée en tant qu'Institut d'optique Graduate School au titre de son diplôme d'ingénieur)
| Nom                | Intitulé                                           | Année | Rang  | Nombre d'écoles |
| ------------------ | -------------------------------------------------- | ----- | ----- | --------------- |
| DAUR Rankings      | Classement des écoles d'ingénieurs 2024            | 2024  | 29    | 185             |
| DAUR Rankings      | Classement des écoles d'ingénieurs 2023            | 2023  | 18    | 176             |
| DAUR Rankings      | Classement des écoles d'ingénieurs 2022            | 2022  | 17 ea | 174             |
| DAUR Rankings      | Classement des écoles d'ingénieurs 2021            | 2021  | 18    | 171             |
| DAUR Rankings      | Classement des écoles d'ingénieurs 2020            | 2020  | 14    | 170             |
| L’Étudiant         | Classement 2024 des écoles d'ingénieurs            | 2024  | 60    | 170             |
| L’Usine Nouvelle   | Le classement des écoles d'ingénieurs 2024         | 2024  | 43    | 128             |
| Le Figaro Étudiant | Classement des écoles d'ingénieurs post-prépa 2025 | 2024  | 13    | 87              |

Classements internationaux (classée en tant qu'Université Paris-Saclay)
| Nom                    | Année     | Rang (monde) | Rang (France) |
| ---------------------- | --------- | ------------ | ------------- |
| CWUR                   | 2022-2023 | 32           | 2             |
| QS Top Universities    | 2023      | 69           | 4             |
| Shanghai Ranking       | 2021      | 16           | 1             |
| Times Higher Education | 2022      | 117          | 4             |

## Quelques SupOpticiennes et SupOpticiens
Le site des anciens de SupOptique (Maintenant SupOptique Alumni) fournit une consultation de l'annuaire des anciens diplômés et diplômées, ce qui permet de vérifier l'année d'obtention du diplôme.

### Grands ingénieurs et inventeurs
- Lucien Roux (1894-1956) et Armand Roux (ESO 23 et 29), inventeurs du Rouxcolor[39]
- Pierre Angénieux (ENSAM Cluny 125 et ESO 29), 2 Oscars pour ses objectifs de caméra cinématographique[40]
- Jean Blosse (ESO 34), inventeur du bloscope (œil de bœuf - judas optique)[41]
- Bernard Maitenaz (ENSAM Paris 143 et ESO 47), inventeur du verre progressif (Varilux) et ancien président directeur général de la société Essilor[42]
- Raymond Dudragne (ESO 38) et Roger Bonnet (ESO 43), pionniers des lentilles de contact[43],[44]
- André Masson (ESO 48), concepteur des caméras sur les missions Apollo et ancien directeur adjoint de la société Angénieux[45]
- Roger Cuvillier (ESO 49), inventeur du zoom optique[46],[47]
- Antoine Labeyrie (ESO 65), inventeur des étoiles guides laser et de l'interférométrie à plusieurs télescopes.
- Pernelle Bernardi (ESO 2001), ingénieure française, médaille de cristal du CNRS en 2020[48],[49], décorée de la légion d'honneur en 2022 [50]

### Grands scientifiques
- Albert Arnulf (ESO 22), physicien et opticien[51]
- Aniuta Winter (ESO 32), spécialiste des verres, en l'hommage à laquelle l'Académie des sciences a créé le prix Aniuta Winter-Klein[52]
- Maurice Françon (ESO 38), physicien[53]
- Jean-Louis Meyzonnette (ESO 68), physicien, professeur à l'Institut d'Optique et chercheur à Thomson-CSF, co-auteur du livre "Bases de radiométrie optique"[54],[55]

### Dirigeants d'entreprises
- Georges-Olivier Reymond (ESO 98), cofondateur et directeur de Pasqal, entreprise spécialisée dans l'informatique quantique, qui travaille sur le développement d'un ordinateur quantique[56].
- Nicolas Brusson (ESO 2000), cofondateur et directeur général de BlaBlaCar, une importante entreprise de covoiturage[57].
- Julien Laurat (ESO 2001) et Jean Lautier-Gaud (ESO 2010), cofondateurs de WeLink, entreprise développant une mémoire quantique fiable[58].
- Cécile Schmollgruber (ESO 2008) , fondatrice de l'entreprise Stereolabs, spécialisée dans la conception de caméra 3D, d'abord pour le monde du cinéma puis pour l'industrie[59].
- Anaïs Barut (ESO 2014), cofondatrice et CEO de DAMAE Medical, nommée parmi les dix meilleurs innovateurs français de moins de 35 ans par le MIT Technology Review[60]

### Autres
- Henri Alekan (cours du soir), chef opérateur, 1 César en 1983 pour La Truite, 1 nomination aux Oscars pour Vacances romaines en 1953[61]

## Vie associative
Comme toutes les écoles d'ingénieurs, les élèves se regroupent en de nombreux clubs et associations.

### Bureau des élèves
Le Bureau des Élèves (en abrégé BDE Institut Optique), est l'organe central et fédérateur qui organise la vie associative de l'école en coordinant les différents clubs et associations. Depuis sa création en 1961, il s'occupe aussi de lever des fonds .

### Bureau des arts
Le Bureau des arts de l'Institut d'optique (en abrégé BDA), association créée en 2007, a pour but de promouvoir les arts en organisant des concerts, des scènes ouvertes, des expositions, des représentations théâtrales etc.

### Forum de la photonique
Le Forum de la Photonique est un forum annuel réunissant les entreprises de l'école, permettant aux étudiants de développer leur réseau professionnel tant vis-à-vis des alumni que des entreprises. Une grande partie des bénéfices engendrés est reversé aux associations étudiantes de l'école.